# L'ultimo giorno dei dinosauri
L'ultimo giorno dei dinosauri (Last Day of the Dinosaurs) è un film televisivo documentaristico del 2010 che racconta l'estinzione dei dinosauri. È stato narrato originalmente da Bill Mondy. È uscito il 28 agosto 2010 su Discovery Channel negli Stati Uniti, e in Italia in DVD, e trasmesso anche su Focus con il titolo L'apocalisse dei dinosauri.

## Trama
Nel Nord-ovest Pacifico, un Quetzalcoatlus sta volando sopra le valli durante un temporale, quando vede un nido di tirannosauri. Lo pterosauro poi vola giù e consuma diversi cuccioli. Nel frattempo, il padre tirannosauro sta cercando una preda nella foresta quando il suo acuto senso dell'olfatto lo avverte dell'intruso e torna di corsa al nido. Lo pterosauro è costretto a fuggire all'arrivo del padre infuriato, tenta di decollare ma le sue enormi ali gli impediscono di volare nella foresta. Il T-Rex si lancia ripetutamente e cerca di ucciderlo. Alla fine decolla proprio mentre il padre gli morde il piede, anche se lo pterosauro riesce a liberarsi dalle sue mascelle beccandogli un occhio e poi volando via. Solo un cucciolo sopravvive all'attacco.
Un triceratopo maschio perde una lotta per i diritti di accoppiamento contro un altro triceratopo maschio. Due T-Rex sentono il trambusto e si avvicinano per attaccare il perdente. Lavorando insieme, abbattono il triceratopo e lo mangiano insieme.
Nel frattempo, in Messico, un branco di Alamosaurus vaga per le pianure in cerca di cibo. Una femmina depone una covata di uova mentre un asteroide entra nell'atmosfera. L'asteroide colpisce la Terra in Messico, provocando una grande esplosione e lanciando detriti nell'aria. L'esplosione riscalda la temperatura dell'aria vicino al sito fino a centinaia di gradi. Centinaia di Alamosaurus vengono bruciati vivi. Qualche istante dopo, detriti in fiamme piovono dal cielo, schiacciando molti Alamosaurus . Successivamente, un terremoto di magnitudo 11 paralizza il resto della mandria prima che arrivi l'onda d'urto e uccida l'ultimo Alamosaurus. La maggior parte delle uova vengono distrutte ma alcune sopravvivono, sepolte sotto terra.
In quella che oggi è la Mongolia, un branco di Charonosaurus risiede presso un abbeveratoio, dove le femmine depongono le uova. Un Saurornithoides ruba un uovo da uno dei nidi, ma viene presto affrontato dalla madre infuriata. Appare però un secondo Sauronithoides, che costringe il Charonosaurus alla fuga. I due predatori inseguono la preda e alla fine riescono ad abbatterla.
L'impatto ha causato l'inizio di una nube di espulsi caldi e brucianti che hanno iniziato a inghiottire il pianeta. Mentre si avvicina al Pacifico nord-occidentale, arriva il terremoto proveniente dal Messico e inizia a decimare l'area. Una coppia di triceratopi fugge sui pendii della montagna mentre una coppia di Quetzalcoatlus cerca di scappare dal nido volando via, ma viene rapidamente catturata dalla nuvola in avvicinamento, che sta piovendo detriti in fiamme. I detriti bruciano buchi nelle ali di Quetzalcoatlus, e le ali del maschio alla fine perdono la capacità di tenerlo in aria, e lui cade morendo, e il suo compagno alla fine deve atterrare per evitare lo stesso destino. La coppia di Triceratops riesce a raggiungere le montagne, solo per essere inghiottita dalla nuvola di materiale espulso, che li brucia vivi.
Il calore intenso della nube di materiale espulso accende gli incendi in tutto il mondo, compreso il Pacifico nord-occidentale. Ciò provoca la formazione di una tempesta di fuoco che raggiunge la velocità di 9 miglia all'ora. Tutti i grandi dinosauri, incluso un tirannosauro che si nutre , un gruppo di triceratopo e un anchilosauro sono costretti a fuggire mentre gli animali più piccoli si nascondono sottoterra. Anche la femmina Quetzalcoatlus, che piangeva il suo compagno, è costretta a volare via mentre la tempesta di fuoco consuma la foresta.
In Mongolia, quarantacinque minuti dopo l'impatto, la nube di materiale espulso arriva da est, aumentando la temperatura attorno alla Mongolia di diversi gradi al secondo fino a raggiungere i 300°, costringendo tre Charonosaurus e una coppia di Saurornithoides a utilizzare la grotta come rifugio. Le temperature tornano alla normalità dopo cinque ore, e mentre la coppia di Saurornithoides corre fuori per banchettare con il cadavere di un vicino Charonosaurus, mentre due dei Charonosaurus sopravvissuti si recano all'abbeveratoio. Il terzo resta vicino. Tuttavia, il drammatico cambiamento di temperatura provoca una gigantesca tempesta di sabbia . I Saurornithoides sopravvivono nascondendosi dietro le loro prede, mentre il terzo Charonosaurus rimane nella grotta. Gli altri due Charonosaurus, tuttavia, vengono presi dalla tempesta e soffocano rapidamente. La tempesta alla fine passa e l'ultimo Charonosaurus si dirige da solo verso l'abbeveratoio, con anche i Saurornithoides sopravvissuti che si dirigono lì, dove trovano il Charonosaurus che beve. Sono disperatamente affamati, eppure sono troppo deboli per la loro dura prova. Uno di loro attacca incautamente il Charonosaurus, ma dopo una rapida lotta, l'adrosauro gli crolla sopra, uccidendolo. Il restante Saurornithoides ricorre alla cannibalizzazione del cadavere del suo compagno.
A quattro giorni dall’impatto, il cibo scarseggia in tutto il pianeta. Nel Pacifico nordoccidentale, quattro triceratopi si dirigono verso un'isola non toccata da una tempesta di fuoco in cerca di cibo. La causa dell'isola è la formazione di un enorme megatsunami, ma fa anche ritirare l'acqua e formare un ponte verso l'oceano. Tre dei Triceratopi attraversano il ponte terrestre verso l'isola. La restante femmina di Quetzalcoatlus atterra, dove mangia un pesce spiaggiato, proprio mentre l'onda si forma e corre verso la riva. Tenta di decollare ma viene catturata dall'onda di 300 piedi e annega, con l'onda che annega anche tre triceratopi.
Sono passati dieci giorni dall'impatto, restano solo pochi dinosauri. In Mongolia, il Charonosaurus rimane vicino all'abbeveratoio, ma collassa e muore per l'inalazione del gas che si solleva dal bacino del buco. Il Saurornithoides corre verso il Charonosaurus morto, ma anch'esso viene ucciso dal gas tossico.
Nel Pacifico nordoccidentale, un piccolo numero di dinosauri pattuglia la grigia terra desolata. Un Anchilosauro affamato trova un piccolo cespuglio e quasi affronta un Triceratopo, finché non arriva un Tirannosauro. Attaccando prima il triceratopo, il tirannosauro perde un occhio a causa del corno destro della sua preda, ma poi riesce a staccargli il corno sinistro e lo uccide lanciandosi e mordendogli il collo. Il tirannosauro rivolge quindi la sua attenzione all'Ankylosaurus e dopo essere stato colpito a una gamba, lo gira sulla schiena e gli morde la gola. Quindi torna dal Triceratopo morto , ma inciampa nell'Ankylosaurus e ha il collo impalato sul corno destro rimanente del Triceratopo. Di ritorno in Messico, un uovo di Alamosaurus, riparato al sicuro sotto terra, si schiude mentre gli ultimi dinosauri rimasti in tutto il mondo cercano di ripopolarsi. Tuttavia, paralizzata dalla consanguineità e dalle malattie, la loro piccola popolazione alla fine scompare, ponendo fine alla dinastia dei dinosauri.
La vita sulla Terra, tuttavia, non è stata completamente distrutta. Nel sottosuolo si rifugiavano insetti e altri artropodi, oltre a piccoli rettili. Coccodrilli, anfibi e pesci si nascondevano sott'acqua e gli uccelli volavano o nuotavano lontano dai disastri. Un gruppo di animali, mammiferi, si nascondeva in tane sotto terra. Grazie alla loro capacità di adattarsi meglio e riprodursi più rapidamente, sono riusciti a sopravvivere all'apocalisse. Quando la nube espulsa si diradò e la luce del sole tornò sulla Terra, le piante cominciarono a fiorire ancora una volta, soprattutto le felci. Nel corso dei 65 milioni di anni successivi alla scomparsa dei dinosauri, i mammiferi crebbero fino a dominare il pianeta, portando all’evoluzione degli esseri umani, che ora governano la Terra, proprio come una volta avevano fatto i dinosauri.

## Distribuzione
Il documentario è uscito il 28 agosto 2010 negli Stati Uniti su Discovery Channel. Era anche il documentario più guardato della rete. In Italia, è uscito prima in DVD e poi è stato trasmesso in televisione su Focus.

## Riconoscimenti
Il documentario è stato candidato per un Gemini Award per miglior documentario scientifico o naturalistico.

## Edizioni home video
Il documentario ha anche il DVD, uscito negli Stati Uniti nel 2010. In Italia, il DVD è uscito il 6 aprile 2011.